# Episodi di Sex and the City (quarta stagione)
La quarta stagione della serie televisiva Sex and the City, composta da 18 episodi, è stata trasmessa per la prima volta negli Stati Uniti dal 3 giugno 2001 al 10 febbraio 2002 sul canale HBO.
| nº | Titolo originale              | Titolo italiano              | Prima TV USA     | Prima TV Italia |
| -- | ----------------------------- | ---------------------------- | ---------------- | --------------- |
| 1  | The Agony and the Ex-tacy     | Il tormento e l'ex-tasy      | 3 giugno 2001    | 2003            |
| 2  | The Real Me                   | Scrittrice in passerella     | 3 giugno 2001    | 2003            |
| 3  | Defining Moments              | Momenti decisivi             | 10 giugno 2001   | 2003            |
| 4  | What's Sex Got to Do with It? | Sesso e dintorni             | 17 giugno 2001   | 2003            |
| 5  | Ghost Town                    | Ad ognuna il suo fantasma    | 24 giugno 2001   | 2003            |
| 6  | Baby, Talk Is Cheap           | Parlare non basta            | 1º luglio 2001   | 2003            |
| 7  | Time and Punishment           | Delitto e castigo            | 8 luglio 2001    | 2003            |
| 8  | My Motherboard, My Self       | Computer, orgasmi e funerali | 15 luglio 2001   | 2003            |
| 9  | Sex and the Country           | Sex and the Country          | 22 luglio 2001   | 2003            |
| 10 | Belles of the Balls           | Grazie e...disgrazie         | 29 luglio 2001   | 2003            |
| 11 | Coulda, Woulda, Shoulda       | Potevo, volevo, dovevo       | 5 agosto 2001    | 2003            |
| 12 | Just Say Yes                  | Basta dire sì                | 12 agosto 2001   | 2003            |
| 13 | The Good Fight                | Strane manie da single       | 6 gennaio 2002   | 2003            |
| 14 | All That Glitters             | La chiave della felicità     | 13 gennaio 2002  | 2003            |
| 15 | Change of a Dress             | Cambio d'abito               | 20 gennaio 2002  | 2003            |
| 16 | Ring a Ding Ding              | A cosa servono le amiche?    | 27 gennaio 2002  | 2003            |
| 17 | A 'Vogue' Idea                | "Vogue", sesso e premaman    | 3 febbraio 2002  | 2003            |
| 18 | I Heart NY                    | New York anima mia           | 10 febbraio 2002 | 2003            |

## Il tormento e l'ex-tasy
- Titolo originale: The Agony and the Ex-tacy
- Diretto da: Michael Patrick King
- Scritto da: Michael Patrick King

### Trama
Carrie va in depressione quando, per vari motivi, nessuno dei suoi amici va al suo compleanno. Tornata a casa, incontra Big, con il quale stappa una bottiglia di champagne. Samantha è attratta da un prete, mentre Charlotte cerca di definire la sua situazione con Trey.
- Altri interpreti: Chuck Bunting (Operaio edile), David Costelloe (Cameriere), Jonathan Dokuchitz (Danny), Linda Halaska (Hailey), Kathleen Bridget Kelly (Sheila), Kyle MacLachlan (Trey MacDougal), Costas Mandylor (Frate francescano), Douglas McInnis (Operaio edile), Annamaria Pace (Hostess), Aidan Sullivan (Ragazza carina), Yul Vazquez (Phil), Katie Zeiner (Jill)

## Scrittrice in passerella
- Titolo originale: The Real Me
- Diretto da: Michael Patrick King
- Scritto da: Michael Patrick King

### Trama
Mentre Miranda esce con un ragazzo conosciuto in palestra, Carrie viene invitata ad una sfilata di beneficenza, e conosce un fotografo che lavora nel campo della moda. In crisi per il look, alla fine Samantha la convince ad andare: Carrie cade sulla passerella ma, come le persone reali fanno quando cadono, si rialza e ottiene gli applausi del pubblico. Samantha si fa fotografare nuda e Charlotte trova il coraggio di osservare le sue parti intime con uno specchio.
- Altri interpreti: Jason Antoon (Framer), Kevyn Aucoin (Sé stesso), Lucas Babin (Modella al party), Mario Cantone (Anthony Marantino), Margaret Cho (Lynn Cameron), David A. Clark (Uomo in Nero), Alan Cumming (O), Jeff Forney (Fotografo), Willie Garson (Stanford Blatch), Tony Hale (Tiger), Lisa Hammer (Assistente del Minion's [cameo]), Heidi Klum (Sé stessa), Edward I. Koch (Sé stesso), Jose Llana (Damian), Adrian Martinez (Ragazzo delle consegne), James McCaffrey (Paul Denai), Orlando Pita (Sé stesso), Marisa Redanty (Dottore), Sonya Rose (Modella di moda), Luca Calvani (O's Assistant), Matt Samson (Cameriere), Ej Scott (Uomo in Nero n. 1), Fredda Tone (Cameriera), Daniel Travis (Dave), Major Dodge (Modella scappata, non accreditata), Evan Hart (Fotografo di moda, non accreditato), LauraLee O'Shell (Modella, non accreditato)

## Momenti decisivi
- Titolo originale: Defining Moments
- Diretto da: Allen Coulter
- Scritto da: Jenny Bicks

### Trama
Carrie esce con Big come amico, e incontra Ray, un suonatore di contrabbasso che le fa la corte; Charlotte riscopre la sua vita sessuale con Trey, ma solo in luoghi pubblici, mentre Samantha viene sedotta da Maria, una pittrice lesbica.
- Altri interpreti: Craig Bierko (Ray King), Sônia Braga (Maria), Orlagh Cassidy (Donna di Park Avenue n. 1), Karen Culp (Donna di Park Avenue n. 2), Jim Gaffigan (Doug), Kyle MacLachlan (Trey MacDougal), Rob Mounsey (Pianista), Molly Russell (Shay), Adrianna Sevan (Bella donna)

## Sesso e dintorni
- Titolo originale: What's Sex Got to Do with It?
- Diretto da: Allen Coulter
- Scritto da: Nicole Avril

### Trama
Carrie esce con Ray e passa una notte estremamente intensa con lui, ma poi si accorge che, a parte il sesso, non hanno niente in comune. Miranda scopre che il cioccolato può essere un surrogato del sesso, Charlotte teme che Trey stia con lei solo per il sesso, ma dopo un litigio lui le chiede di rimettersi ufficialmente insieme. Samantha parla alle altre della sua storia con Maria.
- Altri interpreti: Craig Bierko (Ray King), Sônia Braga (Maria), Willie Garson (Stanford Blatch), John Grady (Impiegato), Kyle MacLachlan (Trey MacDougal), Katie Maguire (Cameriera, non accreditata)

## Ad ognuna il suo fantasma
- Titolo originale: Ghost Town
- Diretto da: Michael Spiller
- Scritto da: Allan Heinberg

### Trama
Carrie scopre che Steve e Aidan hanno aperto un bar insieme: va all'inaugurazione, e scopre di essere ancora innamorata di Aidan. Charlotte è infastidita dall'invasione della madre di Trey mentre provano a rimettere in piedi il loro rapporto. Miranda teme di avere un fantasma in casa, mentre Samantha deve affrontare i suoi fantasmi del passato: tutti gli uomini che ha sedotto e di cui Maria è molto gelosa. Dopo un forte litigio, le due si lasciano.
- Altri interpreti: Sônia Braga (Maria), Emily Cline (Jessica), John Corbett (Aidan Shaw), Kyle MacLachlan (Trey MacDougal), Chris Meyer (Barista), Joe Petcka (Sean Sullivan), Frances Sternhagen (Bunny MacDougal), Jennifer Ward (Cassiera)

## Parlare non basta
- Titolo originale: Baby, Talk Is Cheap
- Diretto da: Michael Spiller
- Scritto da: Cindy Chupack

### Trama
Carrie chiede ad Aidan di tornare insieme: dopo un po' di remore, l'uomo accetta e Carrie è felice. Charlotte e Trey decidono di provare ad avere un bambino, mentre Samantha seduce un uomo fortemente immaturo grazie a dei capezzoli finti. 
- Altri interpreti: John Corbett (Aidan Shaw), Kyle MacLachlan (Trey MacDougal), Laura Stepp (Tricia Watson), Russ Anderson (Cliff Watson), John Bolger (Warren Dreyfous), Michael Knowles (Maratoneta), Erica N. Tazel (Grace), Alexandra Palmari (Mary Elizabeth), Jack Rovello (Hank), Ronnie Jay Leipold (Baker), Enrique Cruz (Jose), Cody Arens (Martin Watson)

## Delitto e castigo
- Titolo originale: Time and Punishment
- Diretto da: Michael Engler
- Scritto da: Jessica Bendinger

### Trama
Big chiama Carrie mentre lei sta facendo l'amore con Aidan, e questo turba l'uomo, che se ne va al bar. Charlotte decide di lasciare il lavoro alla galleria per trovare il tempo per la sua (non ancora arrivata) maternità, e questo provoca una lite con Miranda.
- Altri interpreti: John Corbett (Aidan Shaw), Ted King (Brad), Gretchen Cleevely (Pia), Susan Misner (Shayna)

## Computer, orgasmi e funerali
- Titolo originale: My Motherboard, My Self
- Diretto da: Michael Engler
- Scritto da: Julie Rottenberg, Elisa Zuritsky

### Trama
Aidan cerca di aiutare Carrie, il cui computer si inceppa, ma provoca il cancellamento dell'hard disk. Carrie si infuria quando Aidan le compra un computer nuovo, ma poi gli spiega che si è abituata a fare le cose da sola e ha paura di perderlo. La madre di Miranda muore, e questo turba anche Samantha, non abituata a parlare dei suoi sentimenti.
- Altri interpreti: John Corbett (Aidan Shaw), Becky Ann Baker (Betsy), Mary Pat Gleason (Lucille), Aasif Mandvi (Dmitri), Peter Onorati (Allenatore di wrestling), Elizabeth Canavan (Sorella di Mirana), Gordon Connell (Sacerdote)

## Sex and the Country
- Titolo originale: Sex and the Country
- Diretto da: Michael Spiller
- Scritto da: Allan Heinberg

### Trama
Carrie va in vacanza nella casa di campagna di Aidan, che si rivela essere piena di scoiattoli e molto umida; Miranda scopre che Steve ha un tumore a un testicolo e si offre di aiutarlo. Samantha va in campagna con Carrie e seduce il fattore vicino di casa di Aidan. Charlotte rimane sconvolta alla vista di Trey che si fa fare il bagno dalla madre.
- Altri interpreti: John Corbett (Aidan Shaw), Becky Ann Baker (Betsy), Mary Pat Gleason (Lucille), Aasif Mandvi (Dmitri), Peter Onorati (Allenatore di wrestling), Elizabeth Canavan (Sorella di Mirana), Gordon Connell (Sacerdote)

## Grazie e...disgrazie
- Titolo originale: Belles of the Balls
- Diretto da: Michael Spiller
- Scritto da: Michael Patrick King

### Trama
Carrie invita Big a casa di Aidan e i due si prendono a pugni, per poi finire il tutto mangiando insieme frittelle e parlando della donna che ha appena lasciato Big. Miranda cerca di consolare Steve dopo la rimozione del testicolo e i due finiscono a letto insieme; Samantha cerca di ottenere il posto come PR per il magnate Richard Wright che la discrimina perché è donna ma che le dà il lavoro perché possiede notevole intraprendenza.
- Altri interpreti: John Corbett (Aidan Shaw), Jack Gwaltney (Allan), Kyle MacLachlan (Trey MacDougal), James Remar (Richard Wright), Peter Pamela Rose (Voce di Willow), Allan Wasserman (Dr. Manuel)

## Potevo, volevo, dovevo
- Titolo originale: Coulda, Woulda, Shoulda
- Diretto da: David Frankel
- Scritto da: Jenny Bicks

### Trama
Miranda scopre di essere rimasta incinta di Steve: prende appuntamento per abortire, ma poi decide di tenere il bambino; Carrie ricorda quando a 22 anni ha abortito e non sa se dirlo ad Aidan. Charlotte è turbata dai suoi problemi di infertilità. Samantha cerca di ottenere una borsa costosa per la sua nuova cliente, l'attrice Lucy Liu.
- Altri interpreti: Joshua Burrow (Chad), Craig Chester (Hermes Clerk), John Corbett (Aidan Shaw), Peggy Gormley (Dr. Peck), Maggie Lacey (Hostess), John-Paul Lavoisier (Model), Lucy Liu (Sé stessa), Kyle MacLachlan (Trey MacDougal), Jacqueline Maloney (Hostess), Sally Mayes (Infermiera), Stuart Rudin (Uomo), Al Serrano (Cameriere)

## Basta dire sì
- Titolo originale: Just Say Yes
- Diretto da: David Frankel
- Scritto da: Cindy Chupack

### Trama
Carrie scopre nella borsa di Aidan un anello di fidanzamento e le viene da vomitare. Miranda dice a Steve del bambino e lui le chiede di sposarlo, ottenendo un rifiuto. Samantha comincia ad uscire con Richard, il suo capo.
- Altri interpreti: Greg Ainsworth (Dwight), John Corbett (Aidan Shaw), Scott Geyer (Charles MacDougal), Kyle MacLachlan (Trey MacDougal), Al Serrano (Pedone), Frances Sternhagen (Bunny MacDougal)

## Strane manie da single
- Titolo originale: The Good Fight
- Diretto da: Charles McDougall
- Scritto da: Michael Patrick King

### Trama
Carrie e Aidan vivono insieme, e Carrie si accorge che le manca dello spazio tutto per sé, così litiga con Aidan, ma poi capisce che vuole trascorrere tutto il suo tempo con lui. Samantha cede al romanticismo di Richard, mentre Miranda esce con un uomo senza dirgli che è incinta. Charlotte e Trey litigano furiosamente quando lui porta in casa un bambino di cartone.
- Altri interpreti: Francine Beers (signora Cohen), Robert John Burke (Walker Lewis), John Corbett (Aidan Shaw), Kyle MacLachlan (Trey MacDougal), James Remar (Richard Wright)

## La chiave della felicità
- Titolo originale: All That Glitters
- Diretto da: Charles McDougall
- Scritto da: Cindy Chupack

### Trama
Carrie è in difficoltà con Aidan per i diversi stili di vita, così esce con un ragazzo gay conosciuto in un locale, scatenando la gelosia di Stanford. Charlotte e Trey si separano definitivamente, ma prima lui compare nella foto della casa per House&Gardens; Samantha, dopo aver preso una pasticca di ecstasy, dice a Richard che lo ama.
- Altri interpreti: Murray Bartlett (Oliver Spencer), Mario Cantone (Anthony Marantino), John Corbett (Aidan Shaw), Joe Duer (Ragazzo gay), Willie Garson (Stanford Blatch), Chris Payne Gilbert (Gordon), Kyle MacLachlan (Trey MacDougal), James Remar (Richard Wright), Daniel Sauli (Max), Tracy Tobin (Celeste), Bill Kotsatos (Amico di Ollie, non accreditato), Jon Douglas Rainey (Barista, non accreditato)

## Cambio d'abito
- Titolo originale: Change of a Dress
- Diretto da: Alan Taylor
- Scritto da: Julie Rottemberg, Elisa Zuritsky

### Trama
Carrie entra in crisi quando Aidan vuole fissare una data per le nozze: lei gli dice di non essere pronta, così i due si lasciano. Miranda scopre che il suo bambino è un maschio, ma a differenza degli altri, non riesce ad esprimere gioia sincera, Charlotte capisce di non essere pronta a tornare single. Samantha scopre che Richard vede altre donne, e gli chiede di esserle fedele.
- Altri interpreti: Caprice Benedetti (Judith McBain), Lynn Cohen (Magda), John Corbett (Aidan Shaw), André De Shields (Pat), Marc Grapey (J.J.), David McDivitt (Mercante del Deli), Molly Price (Susan Sharon), James Remar (Richard Wright), Alice Spivak (Rita), Lisa Tharps (Tammy)

## A cosa servono le amiche?
- Titolo originale: Ring a Ding Ding
- Diretto da: Alan Taylor
- Scritto da: Amy Harris (accreditata come Amy B. Harris)

### Trama
Samantha cerca di far dire a Richard che l'ama; Miranda ha problemi di flatulenza a causa della gravidanza; Carrie è in difficoltà perché deve ricomprare l'appartamento da Aidan e non ha un dollaro. Le altre si offrono di aiutarla e alla fine Charlotte le dà il suo anello di fidanzamento.
- Altri interpreti: Paul Albe (Riparatore), Stephanie Cannon (Linda), John Corbett (Aidan Shaw), Robert Gomes (Roger, addetto personale agli acquisti di Richard), Lynda Gravatt (tipo che aspetta il bus), Charles Parnell (Venditore), Dina Pearlman (Ruby Rosen), James Remar (Richard Wright)

## "Vogue", sesso e premaman
- Titolo originale: A 'Vogue' Idea
- Diretto da: Martha Coolidge
- Scritto da: Allan Heinberg

### Trama
Carrie viene assunta da Vogue, realizzando il suo sogno. Charlotte e Miranda litigano perché la festa che Charlotte ha organizzato per il bambino è troppo sdolcinata e piena di regalini.
Samantha per accontentare Richard, gli fa un regalo di compleanno molto speciale.
- Altri interpreti: Candice Bergen (Enid Mead, Vogue), Magaly Colimon (Gretchen), Lisa Roberts Gillan (Cliente del Shower), Grace Naughton (Wendy), Rachel Nichols (Alexa), James Remar (Richard Wright), Ron Rifkin (Julian Fisher)

## New York anima mia
- Titolo originale: I Heart NY
- Diretto da: Martha Coolidge
- Scritto da: Michael Patrick King

### Trama
Carrie scopre che Big si trasferisce a Napa e va a trovarlo un'ultima volta, quando Miranda le telefona perché è entrata in travaglio. Samantha scopre che Richard la tradisce; Charlotte frequenta un divorziato arrabbiato.
- Altri interpreti: Tom Cappadona (Taxista newyorkese), Geneva Carr (Levatrice), Pete Corby (Bobbo il guidatore di carri), Kyle MacLachlan (Trey MacDougal), Terry Maratos (Eric), Brian Petrucelli (Jimmy), James Remar (Richard Wright), Frances Sternhagen (Bunny MacDougal)